# (11728) Einer
(11728) Einer (1998 JC2) – planetoida z grupy pasa głównego asteroid okrążająca Słońce w ciągu 4,85 lat w średniej odległości 2,87 j.a. Odkryta 1 maja 1998 roku.